# Телешово (Владимирская область)
Телешово — деревня в Петушинском районе Владимирской области России, входит в состав Нагорного сельского поселения.

## География
Деревня расположена на берегу речки Волешка в 22 км на север от города Покров и в 40 км на северо-запад от райцентра города Петушки.

## История
В списке населенных мест Владимирской губернии 1859 года в сельце Телешово Ирошниковского прихода числилось 39 дворов. По данным 1905 года в деревне Телешово значился 51 двор, при ней также были фабрика Софонова (5 дворов) и лесния сторожка Корнилова (1 двор).
В конце XIX — начале XX века деревня являлась центром Фуниково-Горской волости Покровского уезда.
С 1929 года деревня входила в состав Ирошниковского сельсовета Петушинского района, в 1945—1960 годах деревня входила в Покровский район, с 1962 года — в составе Ивановского сельсовета, с 2005 года — в составе Нагорного сельского поселения.

## Население
| 1859 | 1905 | 1926 | 2002 | 2010 | 2021 |
| ---- | ---- | ---- | ---- | ---- | ---- |
| 253  | ↗282 | ↘210 | ↘0   | ↗3   | ↘0   |